# Un exposé fatal
Un exposé fatal (titre original : Blubber) est un roman pour la jeunesse (à partir de 12 ans) de Judy Blume paru en 1974.

## Résumé
Un jour, Linda, une fille de la classe, a fait un exposé sur les baleines, le lard des baleines, la chasse. Ça a fait rire tout le monde, et spécialement Jill, la narratrice, et sa bande, Wendy, Caroline et Tracy Wu. C'est que Linda est toute ronde, et elles trouvent très amusant de la surnommer la Baleine. Les persécutions contre la pauvre Linda augmentent au fil des semaines, il y a toujours de nouvelles choses pour l'humilier, ou la ridiculiser. Linda essaie de se défendre, mais elle est vraiment très isolée. Jusqu'au jour où Wendy décide de lui faire son procès. Jill comprend ce qui se passe et change de camp. Elle découvre que ce n'est pas drôle d'être « du mauvais côté ».